# Hemaris
A Hemaris a rovarok (Insecta) osztályának lepkék (Lepidoptera) rendjébe, ezen belül a szenderfélék (Sphingidae) családjába tartozó, holarktikus elterjedésű nem.

## Rendszerezés
A nembe az alábbi 23 faj tartozik:
- Hemaris affinis Bremer, 1861
- Hemaris aksana (Le Cerf, 1923)
- Hemaris alaiana (Rothschild & Jordan, 1903)
- Hemaris beresowskii Alpheraky, 1897
- Hemaris croatica (Esper, 1800)
- Hemaris dentata (Staudinger, 1887)
- Hemaris diffinis (Boisduval, 1836)
- Hemaris ducalis (Staudinger, 1887)
- dongószender (Hemaris fuciformis) (Linnaeus, 1758)
- Hemaris galunae Eitschberger, Müller & Kravchenko, 2005
- Hemaris gracilis (Grote & Robinson, 1865)
- Hemaris molli Eitschberger, Müller & Kravchenko, 2005
- Hemaris ottonis (Rothschild & Jordan, 1903)
- Hemaris radians (Walker, 1856)
- Hemaris rubra Hampson, [1893]
- Hemaris saldaitisi Eitschberger, Danner & Surholt, 1998
- Hemaris saundersii (Walker, 1856)
- Hemaris staudingeri Leech, 1890
- Hemaris syra (Daniel, 1939)
- Hemaris thetis Boisduval, 1855
- Hemaris thysbe (Fabricius, 1775)
- pöszörszender (Hemaris tityus) (Linnaeus, 1758)
- Hemaris venata (Felder, 1861)

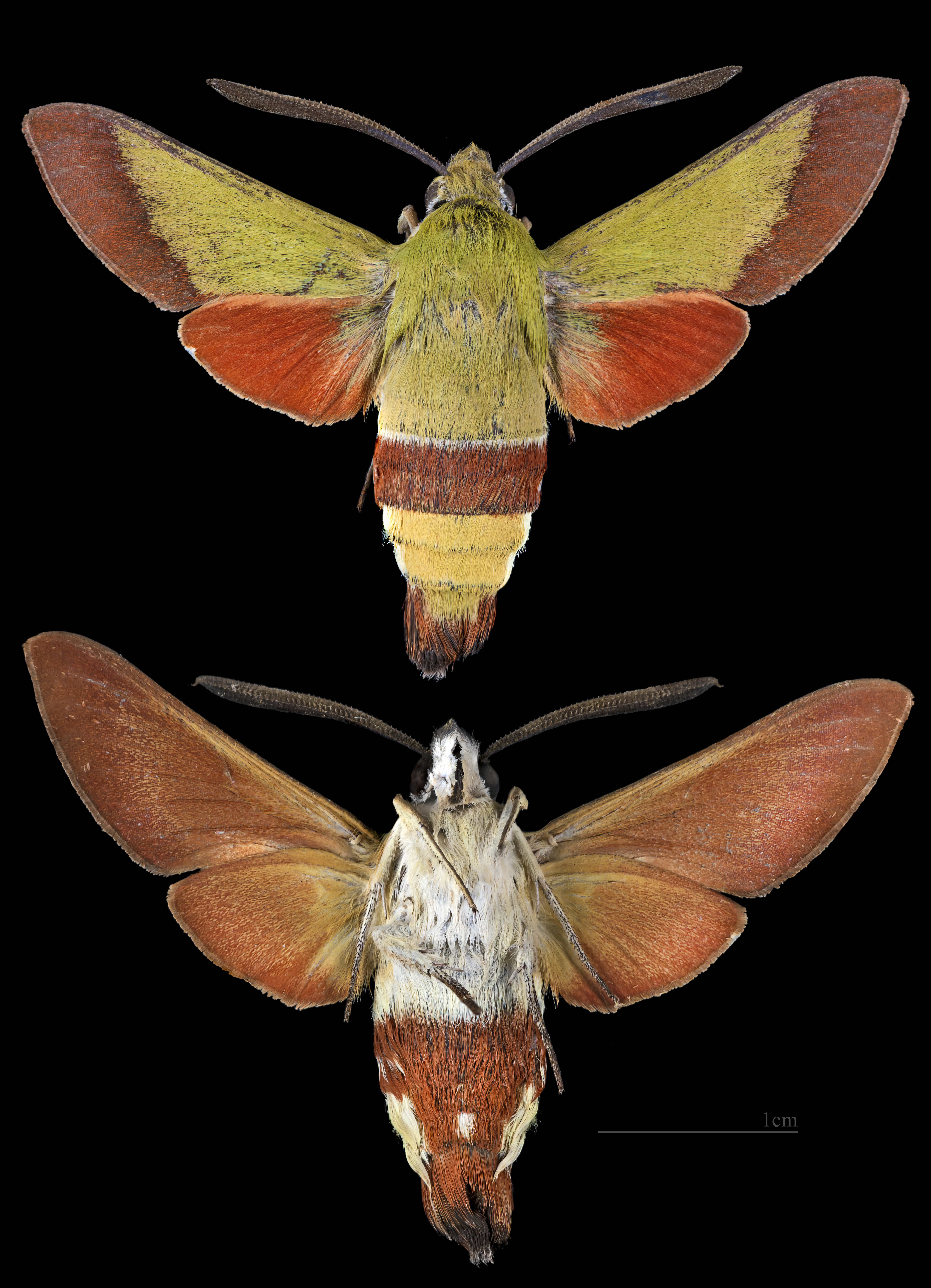
Hemaris croatica
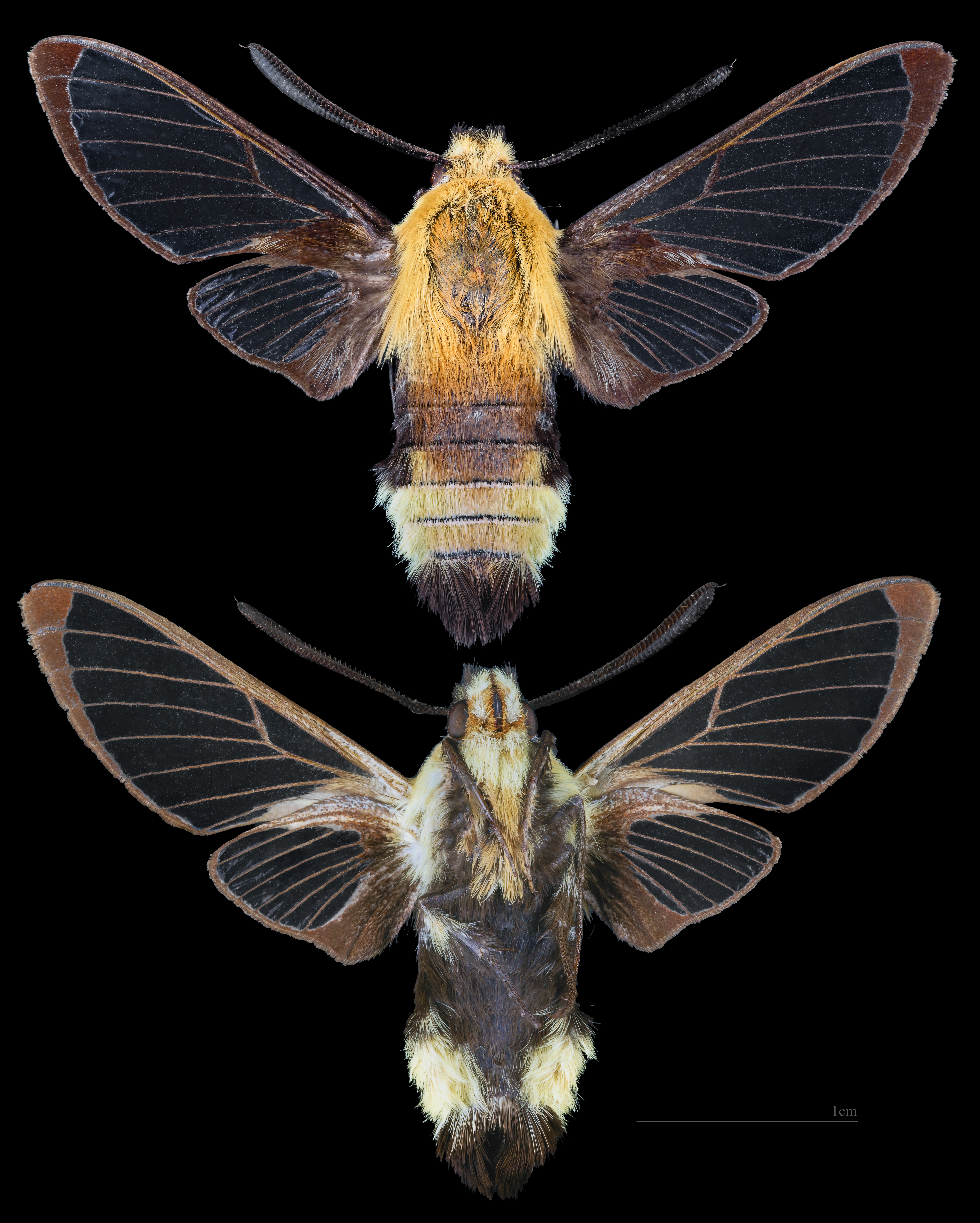
Hemaris diffinis
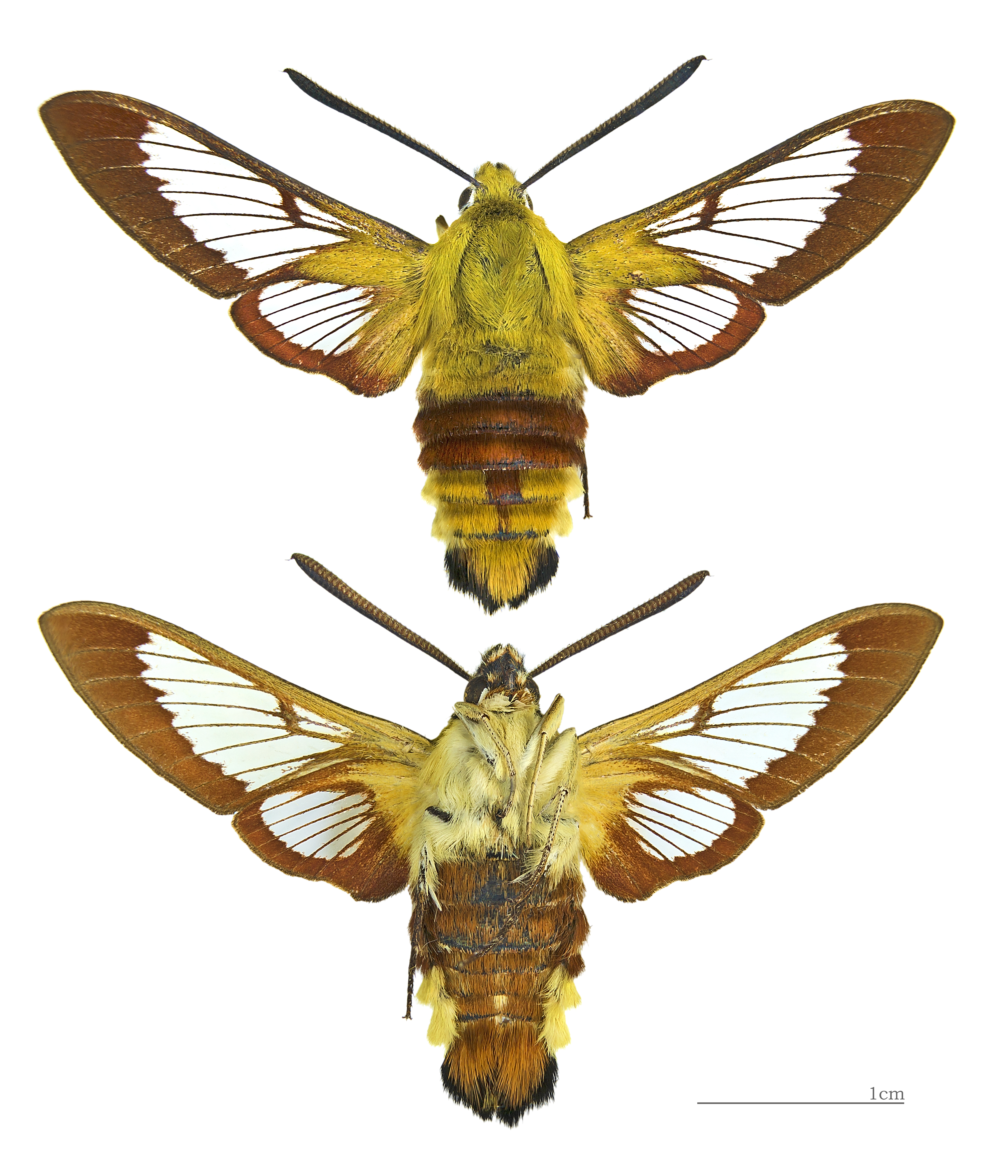
Hemaris fuciformis
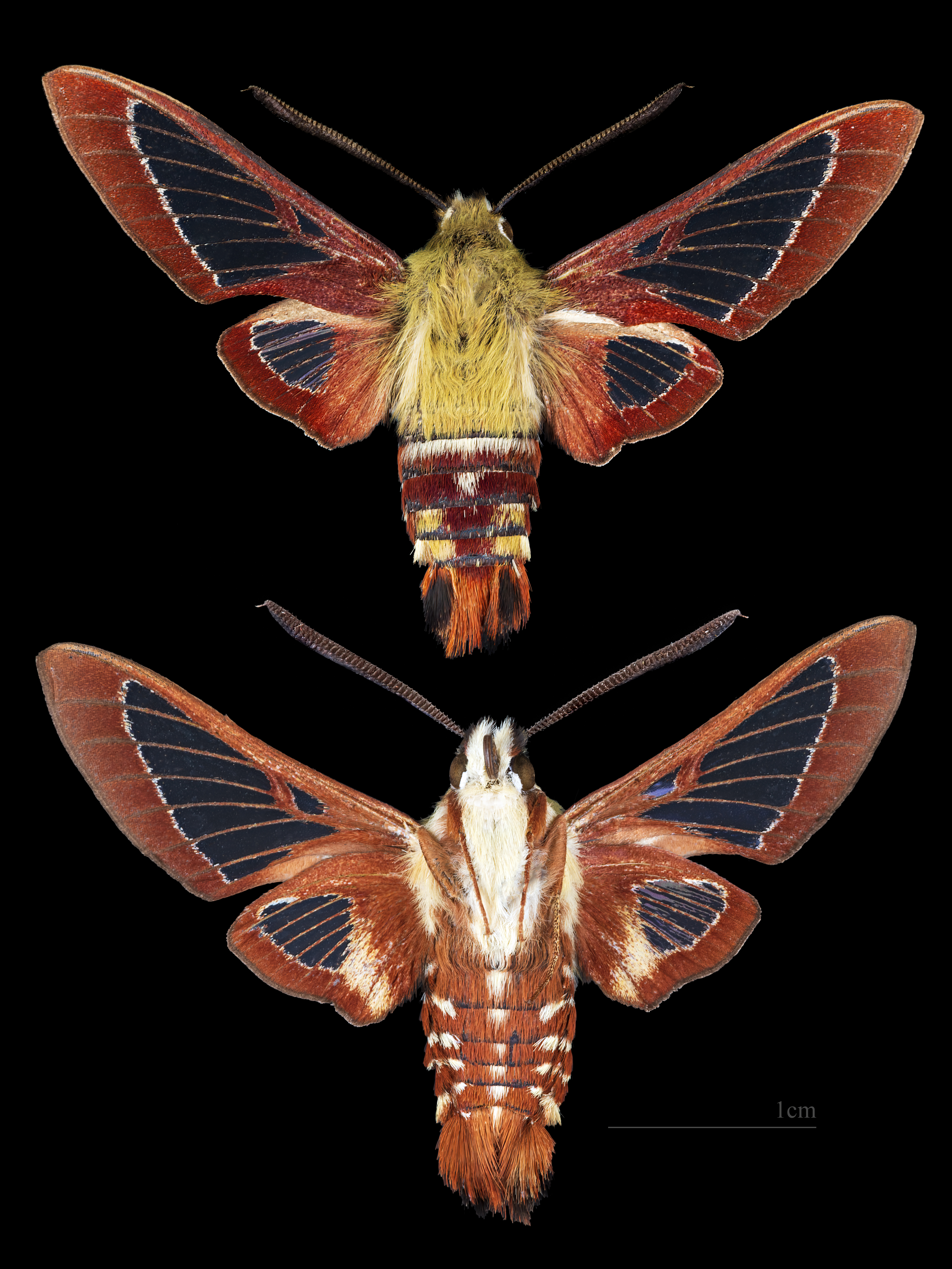
Hemaris gracilis
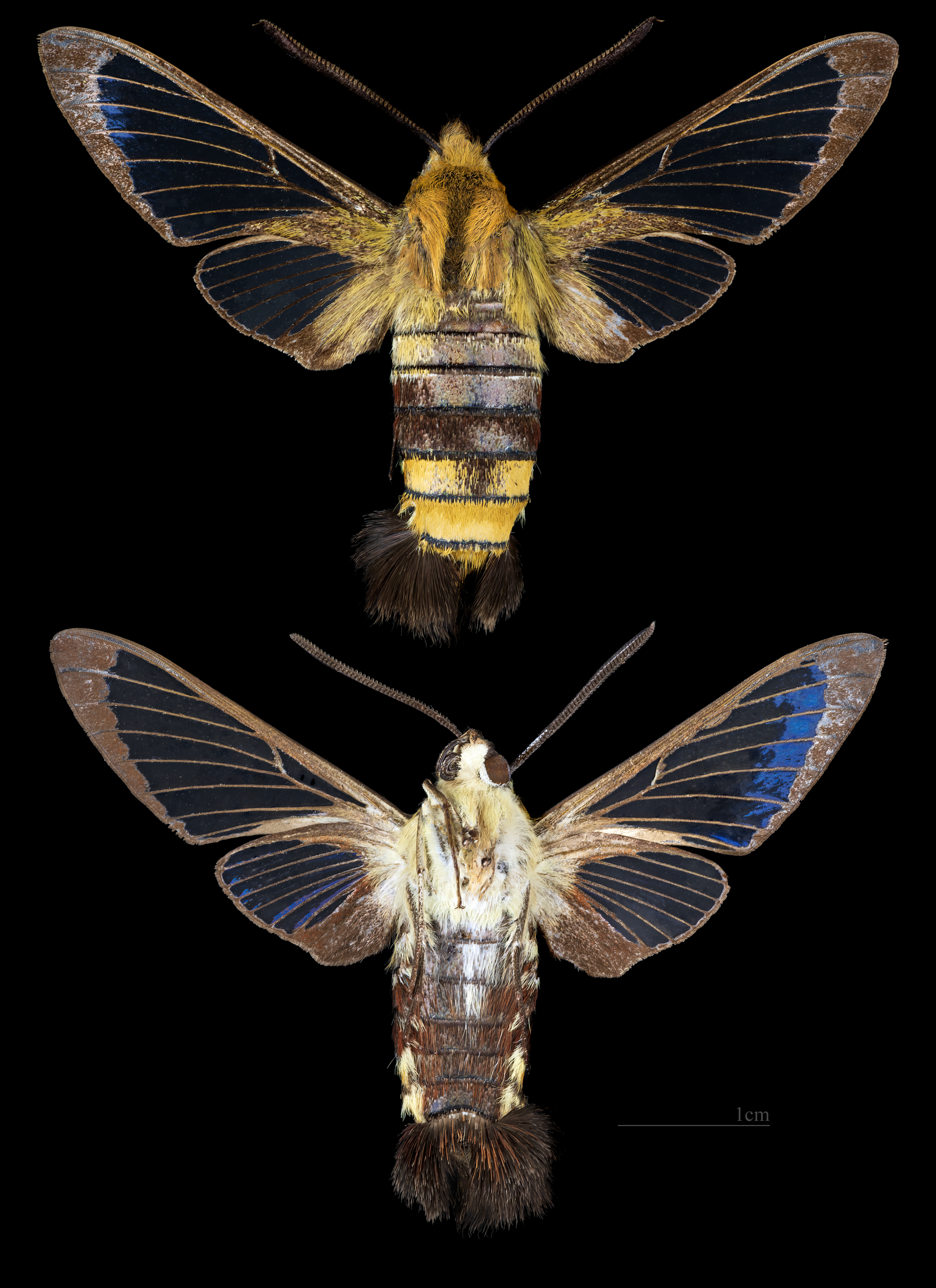
Hemaris saundersii
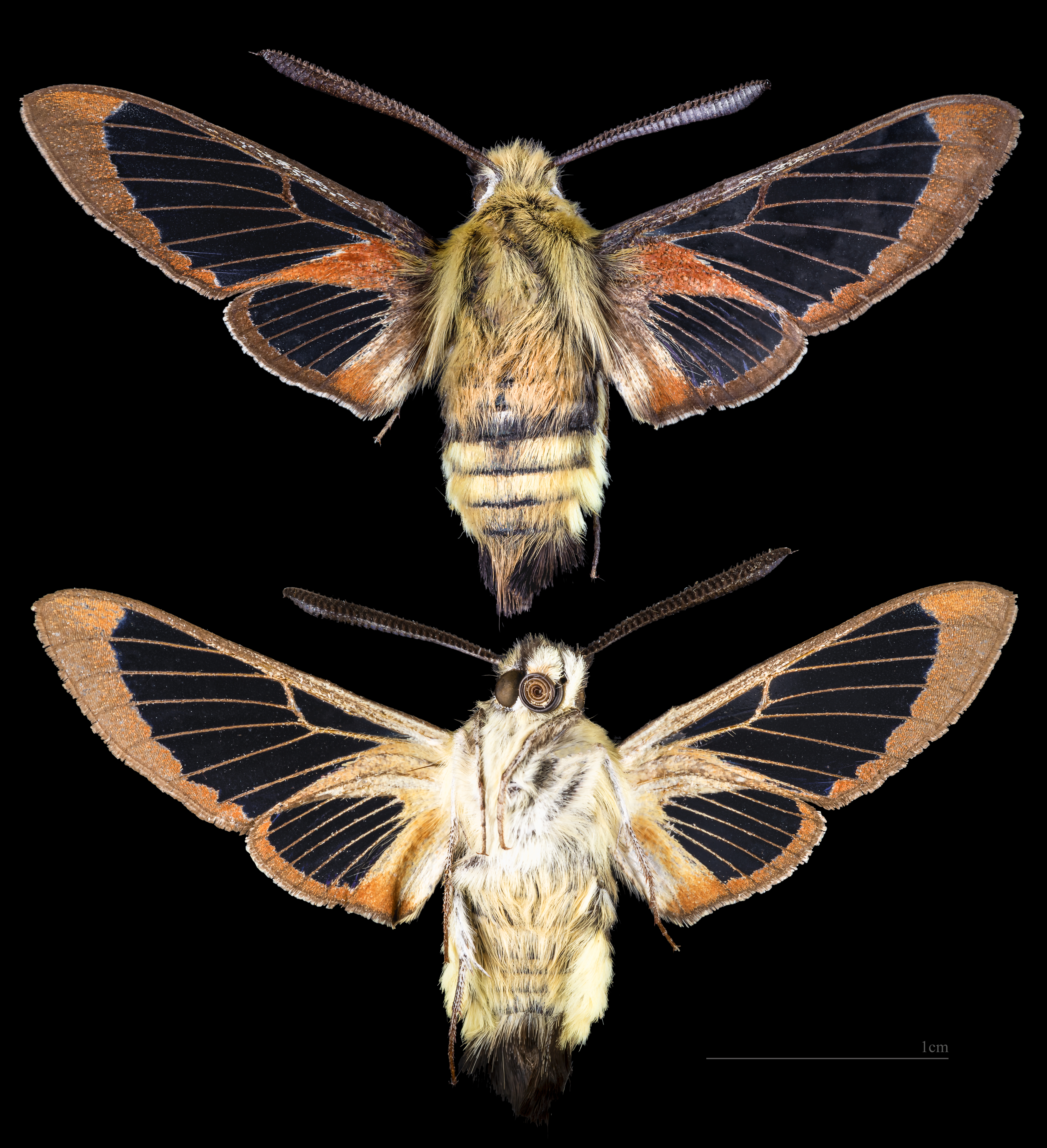
Hemaris thetis
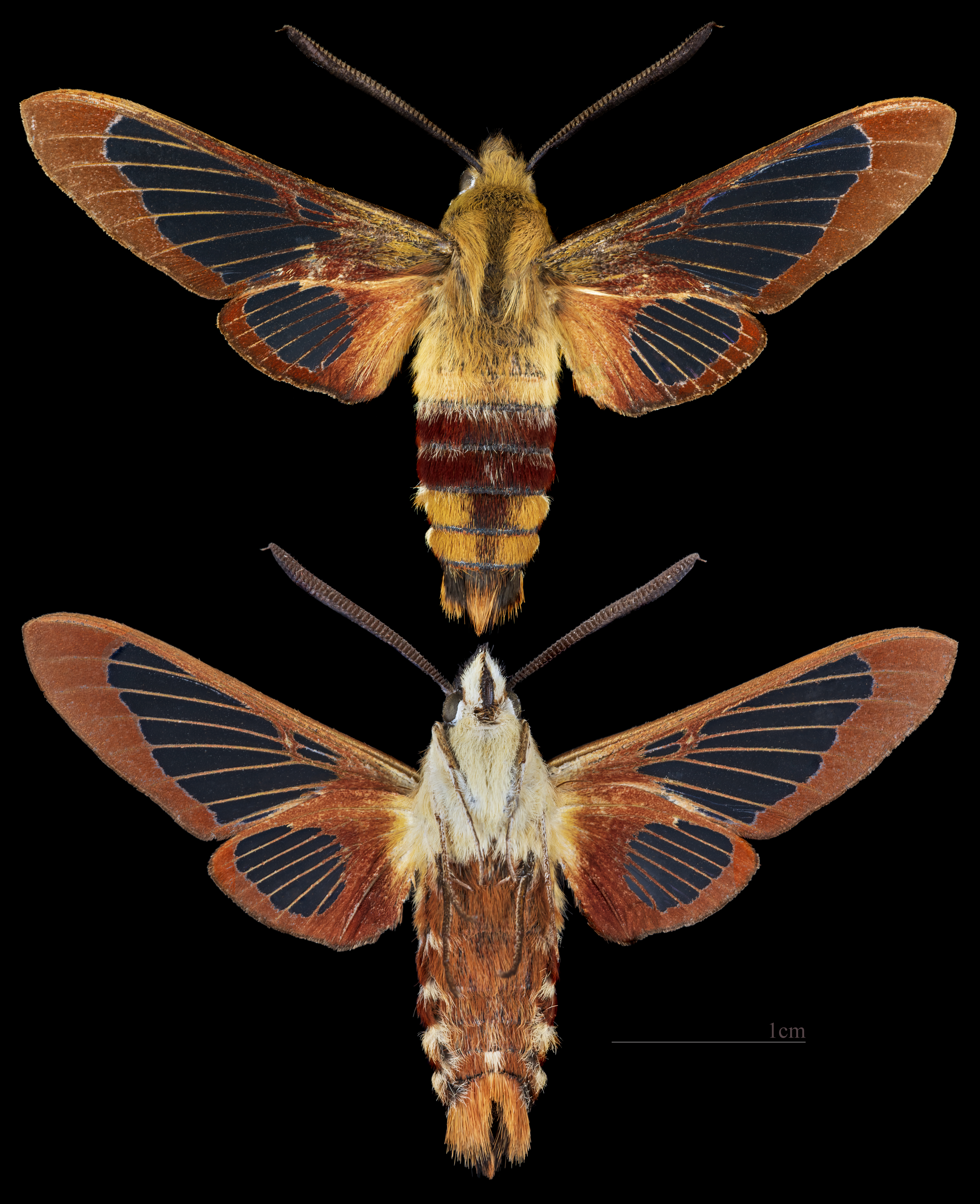
Hemaris thysbe
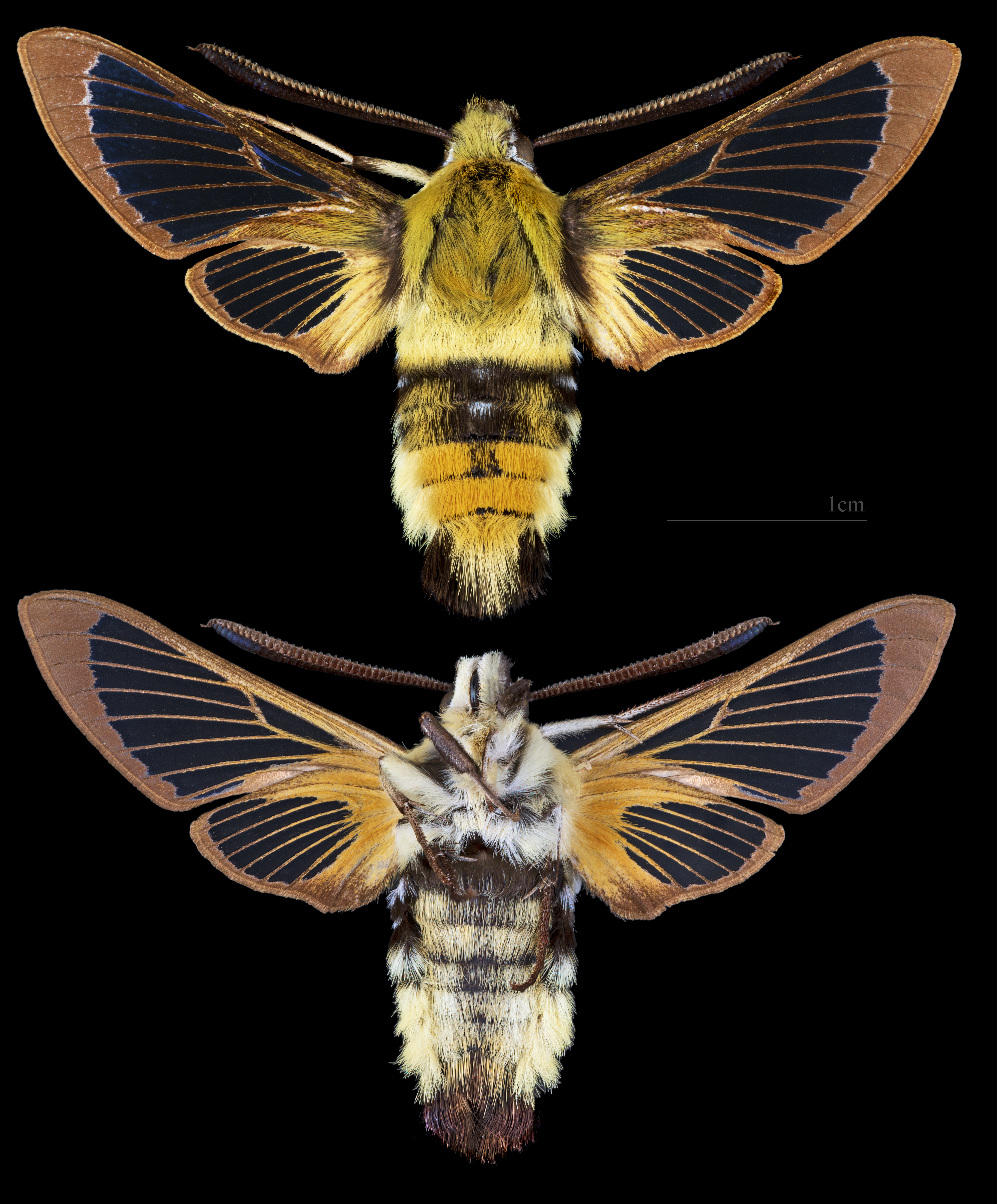
Hemaris tityus

### Fordítás
- Ez a szócikk részben vagy egészben  a   Hemaris című angol Wikipédia-szócikk ezen változatának fordításán alapul.  Az eredeti cikk szerkesztőit annak laptörténete sorolja fel. Ez a jelzés csupán a megfogalmazás eredetét és a szerzői jogokat jelzi, nem szolgál a cikkben szereplő információk forrásmegjelöléseként.